# Aoudéras
Aoudéras (auch Aoudérass, Auderas und Auderass) ist ein Dorf in der Landgemeinde Dabaga in Niger.

## Geographie
Das Dorf liegt etwa 23 Kilometer westlich der Monts Bagzane in einem Tal im Hochgebirge Aïr. Die Oase Timia befindet sich rund 66 Kilometer nordöstlich und die Großstadt Agadez rund 85 Kilometer südwestlich der Siedlung. Zu den größeren Dörfern in der näheren Umgebung zählt das etwa 19 Kilometer entfernte Elméki. Aoudéras wird von einem traditionellen Ortsvorsteher (chef traditionnel) geleitet und gehört administrativ zur Landgemeinde Dabaga im Departement Tchirozérine in der Region Agadez.
Die Ortschaft hat den Charakter einer Oase. Beim Dorf verläuft das gleichnamige Trockental Aoudéras mit weitläufigen Palmenhainen und Gärten. Hier gibt es eine lange Tradition im Bewässerungsfeldbau. Etwa 15 Kilometer westlich des Ortszentrums befinden sich zwei landschaftsprägende Felsformationen: Tchintézawal nördlich des Trockentals und Tchizén-Islama südlich davon.

## Geschichte

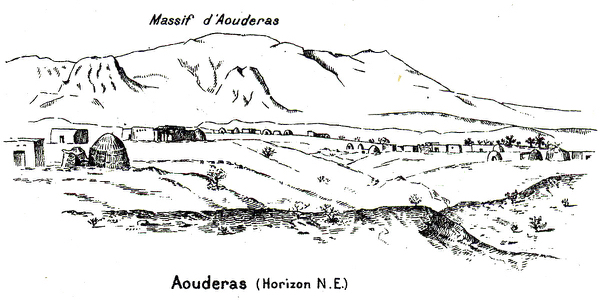
Aoudéras 1899 auf einer Zeichnung der Mission Foureau-Lamy

Aoudéras zählt zu den ältesten größeren Siedlungen im Aïr. Die Ortschaft war lange Zeit von den Itesen bewohnt, einer sesshaften, Ackerbau treibenden Gruppe, deren Ursprünge im libyschen Raum lagen und die mit der Tuareg-Fraktion Kel Gress assoziiert war. Als Folge eines Kriegs mit der Tuareg-Fraktion Kel Owey Anfang der 1820er Jahre wurden die Itesen in den Süden vertrieben. Das Dorf wurde fortan von den Kel Nugru dominiert, einer Untergruppe der Kel Owey. Der deutsche Afrikaforscher Heinrich Barth, der als einer der ersten Europäer den Aïr erreichte, betrat den Ort am 7. Oktober 1850. Barth beschrieb Aoudéras als eine aus zehn Einzeldörfern bestehende Ortschaft mit florierender Landwirtschaft. Er schilderte, wie in dem fruchtbaren Tal Ackerbau betrieben wurde, indem Sklaven vor eine Art Pflug gespannt wurden.

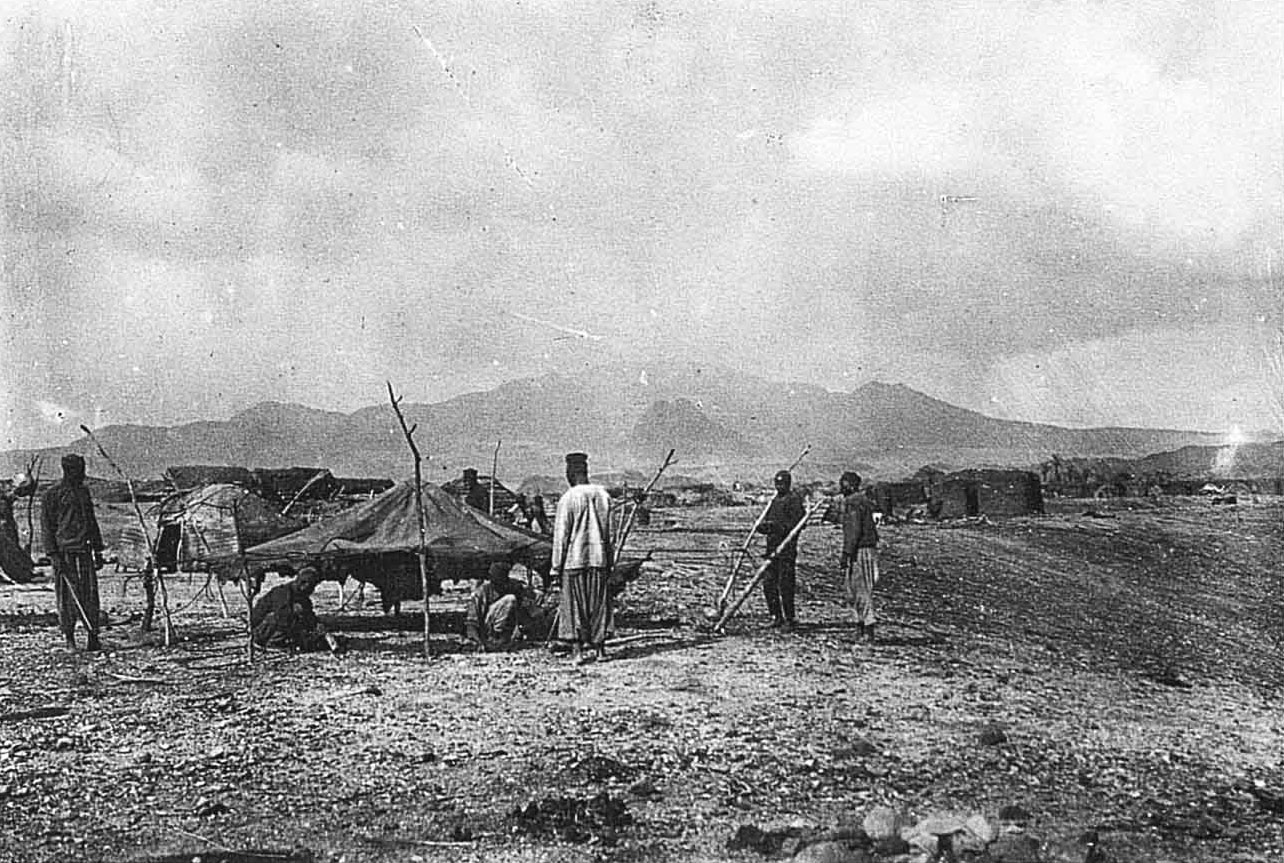
Aoudéras auf einer 1909 veröffentlichten Fotografie

Die französische Forschungs- und Militärexpedition Mission Foureau-Lamy schlug von 6. bis 25. Juli 1899 ihr Lager in Aoudéras auf. Noch zu Beginn des 20. Jahrhunderts war das Dorf nach Agadez die nach Einwohnern zweitgrößte Siedlung in der Aïr-Region. Die Vorherrschaft der Kel Nugru endete mit der Kaocen-Revolte von 1917. Kaocen-Anhänger zerstörten das Dorf. Deren Konflikt mit Frankreich zwang die Kel Nugru in ein dreijähriges Exil in die Savanne zwischen Zinder und Kano. Zwischenzeitlich eignete sich der Sultan von Agadez viele ihrer Dattelhaine an. Der schottische Naturforscher Angus Buchanan hielt sich im Sommer 1920 in Aoudéras auf, um in den umliegenden Bergen Tiere für ein Museum zu sammeln. Der Brite Francis Rennell Rodd verbrachte 1922 mehrere Monate im Dorf und forschte hier zu den Tuareg. Die 293 Kilometer lange Piste zwischen den Orten Agadez und Iférouane, die durch Aoudéras führte, galt in den 1920er Jahren als einer der Hauptverkehrswege in der damaligen französischen Kolonie Niger.
Von den 1960er bis in die 1980er Jahre kam es zu einem starken Rückgang der Viehherden in Aoudéras. Eine Heuschreckenplage im Jahr 2004 setzte dem Ackerbau zu.

## Bevölkerung
Bei der Volkszählung 2012 hatte Aoudéras 727 Einwohner, die in 143 Haushalten lebten. Bei der Volkszählung 2001 betrug die Einwohnerzahl 764 in 141 Haushalten.
Die Bevölkerung setzt sich fast ausschließlich aus Iklan, den ehemaligen Sklaven der Tuareg, zusammen. Lokal werden sie als Kel Aoudéras („Volk von Aoudéras“) und Kel Fergan („Volk der Gärten“) bezeichnet. Die Kel Aoudéras stammen von verschiedenen nigrischen Ethnien ab: den Tuareg, Hausa, Kanuri, Tubu und Fulbe. Sie sind in die Tuareg-Gesellschaft integriert und wurden ursprünglich nach Aoudéras gebracht, um sich im Dattelanbau zu verdingen. In der Umgebung des Dorfs leben Angehörige der Tuareg-Gruppe Imakitan.

## Wirtschaft und Infrastruktur
Das staatliche Versorgungszentrum für landwirtschaftliche Betriebsmittel und Materialien (CAIMA) unterhält eine Verkaufsstelle im Ort. Mit einem Centre de Santé Intégré (CSI) ist ein Gesundheitszentrum im Dorf vorhanden. Es gibt eine Schule. Das nigrische Unterrichtsministerium richtete 1996 gemeinsam mit dem Welternährungsprogramm der Vereinten Nationen zahlreiche Schulkantinen in von Ernährungsunsicherheit betroffenen Zonen ein, darunter eine für Nomadenkinder in Aoudéras.